# Ramotswa
Ramotswa är en stad i södra Botswana, i distriktet South-East. Den ligger cirka 20 kilometer sydväst om landets huvudstad Gaborone, vid gränsen mot Sydafrika. 